# Philip Maud

a Compétitions nationales et continentales officielles uniquement.

b Matchs officiels uniquement.
Philip Maud, né le 8 août 1870 à Sudbury et mort le 28 février 1947 à Chelsea, est un Général de brigade de l'armée britannique qui est à l'origine de la Maud Line, une frontière imaginaire positionnée dans une région contestée du Kenya connue sous le nom de Triangle d'Ilemi. Au cours de ses jeunes années, il pratique le rugby à XV et évolue au poste d'avant. Il fait partie de la toute première équipe du Barbarians en 1890 et connaît deux sélections en équipe d'Angleterre en 1893.

## Biographie

### Carrière sportive

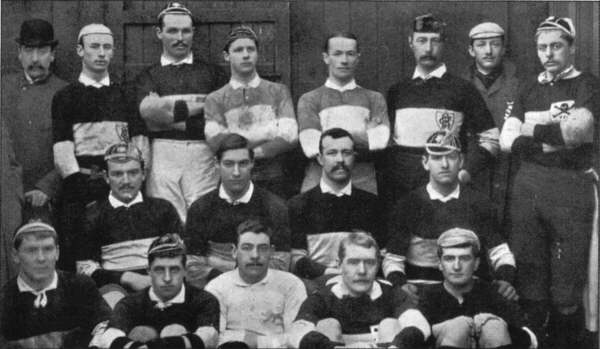
Maud fait partie de la première équipe du Barbarian FC. Il est en seconde position à partir de la gauche sur la rangée du fond.

Philip Maud joue au rugby à XV lorsqu'il est à la Royal Engineers school. En 1890, il intègre le club du Blackheath RC considéré comme une des meilleures équipes à l'époque. Au cours de la saison 1890-1891, il est contacté par William Percy Carpmael pour rejoindre les Barbarians, une équipe sur invitation nouvellement créée pour effectuer des tournées. Il accepte la proposition et devient l'un des membres de la toute première tournée. Il s'investit également dans le club en intégrant le comité directeur.
Maud obtient deux capes en équipe d'Angleterre dans le cadre du Tournoi britannique 1893. Il joue son premier match pour la rencontre d'ouverture de la compétition contre le pays de Galles. Le match est disputé et voit la victoire galloise grâce à une pénalité marquée à la dernière minute. Malgré la défaite, les sélectionneurs anglais gardent leur confiance dans l'équipe et Maud est de nouveau sélectionné pour le second match contre l'Irlande. Les avants anglais produisent une meilleure prestation que lors du premier match et l'Angleterre obtient la victoire grâce à deux essais marqués à zéro,. Cette rencontre est la dernière de Maud qui n'est plus jamais retenu en équipe nationale. De fait, il ne joue pas le troisième match de l'Angleterre perdu contre l'Écosse sur le score de 8 à 0. Les Anglais terminent à la troisième place du Tournoi.

### Triangle d'Ilemi
Alors qu'il est membre du corps des Royal Engineers des forces armées britanniques, Maud est envoyé en Afrique orientale britannique au début du XXe siècle. Durant cette période, Menelik II d'Éthiopie fait de la pointe extrême sud du Lac Turkana la frontière de l'Éthiopie. Cette décision est considérée comme un empiètement sur le territoire britannique. Maud fait partie de l'expédition organisée par Archibald Edward Butter qui est envoyée sur place pour prendre connaissance de la situation et rapporter les informations nécessaires à Sir John Harrington pour entamer des pourparlers avec l'Empire d'Éthiopie. En 1902-1903, Maud délimite une ligne imaginaire du Lac Chew Bahir jusqu'au point le plus au nord du Lac Turkana connue comme la Maud Line. Cette ligne est par la suite reconnue comme la frontière en 1907 et devient la frontière officielle entre le Soudan et le Kenya en 1914. En 1904, Maud envoie à la National Geographic Society ses notes rédigées durant sa mission en Afrique orientale britannique. Son article, Exploration of the Southern Borderland of Abyssinia, devient un papier de référence sur l'anthropologie de la région et est cité par de nombreux livres comme Le Rameau d'or de Sir James Frazer's.
Un portrait de Maud réalisé par Elliott & Fry (en) est détenu à la National Portrait Gallery.